# 2007 w grach komputerowych
| Skróty platform | Skróty platform                                  |
| --------------- | ------------------------------------------------ |
| DC              | Dreamcast                                        |
| Droid           | Android                                          |
| DS              | Nintendo DS                                      |
| GB              | Game Boy                                         |
| GBA             | Game Boy Advance                                 |
| GBC             | Game Boy Color                                   |
| GCN             | GameCube                                         |
| iOS             | iOS                                              |
| Lin             | komputer osobisty z systemem operacyjnym Linux   |
| Mac             | komputer osobisty Mac                            |
| N64             | Nintendo 64                                      |
| NS              | Nintendo Switch                                  |
| PC              | komputer osobisty                                |
| PS1             | PlayStation                                      |
| PS2             | PlayStation 2                                    |
| PS3             | PlayStation 3                                    |
| PS4             | PlayStation 4                                    |
| PS5             | PlayStation 5                                    |
| PSP             | PlayStation Portable                             |
| PSVita          | PlayStation Vita                                 |
| Wii             | Wii                                              |
| WiiU            | Wii U                                            |
| Win             | komputer osobisty z systemem operacyjnym Windows |
| X360            | Xbox 360                                         |
| XONE            | Xbox One                                         |
| Xbox            | Xbox                                             |
| XSX             | Xbox Series                                      |

Artykuł opisuje ważne wydarzenia w 2007 roku w branży gier komputerowych. Zobacz też: historia gier komputerowych.

## Wydarzenia
- 14 marca: Microsoft zapowiada Games for Windows – Live, odpowiednik platformy Xbox Live dla systemu Windows. Serwis startuje 8 maja 2007[1]
- 27 marca: Microsoft zapowiada nowy model Xbox 360 Elite z większym dyskiem twardym i wyjściem HDMI. Sprzedaż rozpoczęto w kwietniu[2].
- 28 marca: Nintendo i Sega ogłosiły Mario & Sonic at the Olympic Games na konsole Nintendo DS i Wii. Pierwszy raz Sonic i Mario występują razem w grze komputerowej.
- 11 kwietnia: Sony ogłasza zakończenie produkcji 20 GB PS3, jednej z dwóch wersji dostępnych przy wydaniu konsoli, pozostawiając w sprzedaży jedynie wersję z dyskiem 60 GB[3].
- 19 maja: Blizzard Entertainment ogłasza tworzenie StarCraft II[4].
- 27 czerwca: Nintendo zapowiada Wiiware, serwis podobny do Xbox Live Arcade, który pozwoli producentom na wydawanie gier na Wii za pomocą Internetu. Poprzednio ściąganie gier na Wii ograniczone było do programu Virtual Console[5].
- 5 lipca: Po donosach o wadliwych konsolach Xbox 360, Microsoft ogłasza przedłużenie gwarancji na konsolę dla wszystkich osób, które ją zakupiły[6].
- 29 sierpnia: Nokia ogłasza plany wskrzeszenia marki N-Gage. Tym razem nie będzie to konsola, lecz serwis dostępny w telefonach komórkowych i komputerach[7].
- 25 września: Wydana zostaje gra Halo 3, która w ciągu jednego dnia zostaje sprzedana za 170 milionów dolarów, ustanawiając rekord otwarcia w historii gier[8].
- 26 września: Activision kupuje Bizarre Creations, twórców serii Project Gotham Racing[9].
- 5 października: Bungie ogłasza oddzielenie od Microsoftu i rozpoczęcie samodzielnej działalności[10].
- 11 października: Electronic Arts ogłasza plany zakupu VG Holding Corp, która jest właścicielem Pandemic Studios i Bioware[11].
- 6 listopada: Electronic Arts zamyka studio EA Chicago[12].
- 19 grudnia: 3D Realms udostępnia drugi zwiastun gry Duke Nukem Forever po sześciu latach od wydania pierwszego zwiastuna oraz jedenastu latach od ogłoszenia prac nad grą[13].

### Biznes
- 23 marca – premiera Playstation 3 w Europie,
- 10–13 lipca – E3 Media & Business Summit w różnych hotelach i w hangarze Barkera w Santa Monica w Kalifornii,
- 24–26 sierpnia – PAX w Washington Trade and Convention Center w Waszyngtonie,
- 20–23 września – Tokyo Game Show w kompleksie Makuhari Messe International Convention w Chiba w Japonii,
- 18–20 października – E for All Expo w Los Angeles Convention Center,
- 22 października – Video Games Live w Royal Festival Hall w Londynie.
- 2–4 listopada – VGXPO (Videogames Expo) w Pennsylvania Convention Center w Filadelfii w stanie Pensylwania,
- 27–28 listopada – Montreal Games Summit w Palais de Congress.

### E-sport
- 8 lipca – PGSPokerStrategy wygrywa piątą edycję ESWC w Paryżu,
- 1 września – polskie eliminacje do World Cyber Games,
- 27–28 października – Heyah Logitech Cybersport w Centrum Targowym Murator-Expo w Warszawie,
- 24–25 listopada – Poznań Game Arena na Międzynarodowych Targach Poznańskich w Poznaniu.

## Wydane gry
| Data wydania    | Tytuł                                                  | Platformy                                        |
| --------------- | ------------------------------------------------------ | ------------------------------------------------ |
| 12 stycznia     | Lost Planet: Extreme Condition                         | X360                                             |
| 15 stycznia     | WarioWare: Smooth Moves                                | Wii                                              |
| 16 stycznia     | Phoenix Wright: Ace Attorney – Justice for All         | DS                                               |
| 16 stycznia     | World of Warcraft: The Burning Crusade                 | Win, Mac                                         |
| 22 stycznia     | Hotel Dusk: Room 215                                   | DS                                               |
| 26 stycznia     | Ascension to the Throne: Wojna o koronę                | Win                                              |
| 30 stycznia     | Rogue Galaxy                                           | PS2                                              |
| 30 stycznia     | Geometry Wars: Retro Evolved                           | Win                                              |
| 30 stycznia     | Battlestations: Midway                                 | Win, X360                                        |
| 5 lutego        | Diddy Kong Racing DS                                   | DS                                               |
| 5 lutego        | Final Fantasy VI Advance                               | GBA                                              |
| 6 lutego        | Winning Eleven: Pro Evolution Soccer 2007              | PS3, X360                                        |
| 6 lutego        | The Sims Historie: Z życia wzięte                      | Win                                              |
| 12 lutego       | Wii Play                                               | Wii                                              |
| 12 lutego       | The Warriors                                           | PSP                                              |
| 13 lutego       | Ratchet & Clank: Size Matters                          | PSP                                              |
| 13 lutego       | Galactic Civilizations II: Dark Avatar                 | Win                                              |
| 15 lutego       | Myst Online: Uru Live                                  | Win                                              |
| 19 lutego       | War Front: Turning Point                               | Win                                              |
| 20 lutego       | Maelstrom                                              | Win                                              |
| 20 lutego       | Supreme Commander                                      | Win                                              |
| 20 lutego       | Crackdown                                              | X360                                             |
| 20 lutego       | Sonic and the Secret Rings                             | Wii                                              |
| 20 lutego       | Virtua Fighter 5                                       | PS3                                              |
| 21 lutego       | Arena Football: Road to Glory                          | PS2                                              |
| 26 lutego       | Jade Empire                                            | Win                                              |
| 26 lutego       | MLB 07: The Show                                       | PS2, PSP                                         |
| 27 lutego       | SSX Blur                                               | Wii                                              |
| 27 lutego       | The Sims 2: Cztery pory roku                           | Win                                              |
| 27 lutego       | Dance Dance Revolution UNIVERSE                        | X360                                             |
| 27 lutego       | Bullet Witch                                           | X360                                             |
| 27 lutego       | Chili Con Carnage                                      | PSP                                              |
| 27 lutego       | 300: March to Glory                                    | PSP                                              |
| 27 lutego       | Meteos: Disney Magic                                   | DS                                               |
| 1 marca         | Tekken 5: Dark Resurrection                            | PS3                                              |
| 5 marca         | Wario: Master of Disguise                              | DS                                               |
| 6 marca         | Def Jam: Icon                                          | PS3, X360                                        |
| 6 marca         | MotorStorm                                             | PS3                                              |
| 6 marca         | Tom Clancy’s Ghost Recon Advanced Warfighter 2         | X360                                             |
| 6 marca         | Burnout Dominator                                      | PS2, PSP                                         |
| 7 marca         | Rayman: Szalone Kórliki                                | X360                                             |
| 13 marca        | God of War II                                          | PS2                                              |
| 13 marca        | The Elder Scrolls IV: Oblivion                         | PS3                                              |
| 14 marca        | Call of Duty: Roads to Victory                         | PSP                                              |
| 19 marca        | Custom Robo Arena                                      | DS                                               |
| 20 marca        | Silent Hunter 4: Wolves of the Pacific                 | Win                                              |
| 20 marca        | Armored Core 4                                         | PS3, X360                                        |
| 20 marca        | Cooking Mama: Cook Off                                 | Wii                                              |
| 20 marca        | TMNT                                                   | DS, GBA, GC, Win, PS2, PSP, Wii, X360            |
| 20 marca        | Ojciec chrzestny                                       | PS3, Wii                                         |
| 20 marca        | Test Drive Unlimited                                   | PS2, Win                                         |
| 20 marca        | UEFA Champions League 2006/2007                        | PS2, Win                                         |
| 20 marca        | Dragon Ball Z: Shin Budokai – Another Road             | PSP                                              |
| 20 marca        | After Burner: Black Falcon                             | PSP                                              |
| 20 marca        | Kororinpa: Marble Mania                                | Wii                                              |
| 20 marca        | Lost in Blue 2                                         | DS                                               |
| 23 marca        | Brian Lara International Cricket 2007                  | Win, X360, PS2                                   |
| 23 marca        | S.T.A.L.K.E.R.: Cień Czarnobyla                        | Win                                              |
| 23 marca        | Wing Island                                            | Wii                                              |
| 25 marca        | Medal of Honor: Vanguard                               | PS2, Wii                                         |
| 27 marca        | The Elder Scrolls IV: Shivering Isles                  | Win, X360                                        |
| 27 marca        | Disney’s Meet the Robinsons                            | GC, Wii, DS, GBA PS2, PS3, PSP, X360, Win        |
| 28 marca        | Command & Conquer 3: Wojny o Tyberium                  | Win                                              |
| 3 kwietnia      | Final Fantasy Fables: Chocobo Tales                    | DS                                               |
| 3 kwietnia      | Guitar Hero II                                         | X360                                             |
| 3 kwietnia      | Prince of Persia: Dwa trony                            | PSP, Wii                                         |
| 3 kwietnia      | SingStar Pop                                           | PS2                                              |
| 3 kwietnia      | Enchanted Arms                                         | PS3                                              |
| 3 kwietnia      | The Sims 2: Impreza – akcesoria                        | Win                                              |
| 9 kwietnia      | Super Paper Mario                                      | Wii                                              |
| 22 kwietnia     | Pokémon Diamond i Pearl                                | DS                                               |
| 24 kwietnia     | The Lord of the Rings Online: Shadows of Angmar        | Win                                              |
| 24 kwietnia     | F.E.A.R.                                               | PS3                                              |
| 1 maja          | Heatseeker                                             | Wii, PS2                                         |
| 1 maja          | UFO: Extraterrestrials                                 | Win                                              |
| 4 maja          | ArmA: Combat Operations                                | Win                                              |
| 4 maja          | Spider-Man 3                                           | GC, DS, PS2, Win, PS3, PSP, X360, Wii            |
| 8 maja          | Command & Conquer 3: Wojny o Tyberium                  | X360                                             |
| 8 maja          | Heatseeker                                             | PSP                                              |
| 11 maja         | Mortal Kombat: Armageddon                              | Wii                                              |
| 15 maja         | Etrian Odyssey                                         | DS                                               |
| 15 maja         | MLB 07: The Show                                       | PS3                                              |
| 15 maja         | Resident Evil 4                                        | Win                                              |
| 22 maja         | Piraci z Karaibów: Na krańcu świata                    | Wii, DS, X360, PSP, PS2, PS3, Win                |
| 29 maja         | Forza Motorsport 2                                     | X360                                             |
| 29 maja         | Mario Party 8                                          | Wii                                              |
| 29 maja         | Shadowrun                                              | Win, X360                                        |
| 30 maja         | Guilty Gear XX: Accent Core                            | PS2                                              |
| 31 maja         | Halo 2                                                 | Win (jedynie dla Windows Vista)                  |
| 5 czerwca       | Tomb Raider: Anniversary                               | Win, PS2, PSP                                    |
| 8 czerwca       | Hospital Tycoon                                        | Win                                              |
| 8 czerwca       | The Sims 2: Moda z H&M                                 | Win                                              |
| 11 czerwca      | Big Brain Academy: Wii Degree                          | Wii                                              |
| 12 czerwca      | Rainbow Six: Vegas                                     | PSP, PS3                                         |
| 12 czerwca      | Naruto: Ultimate Ninja 2                               | PS2                                              |
| 19 czerwca      | Dirt                                                   | Win, X360                                        |
| 19 czerwca      | SimCity DS                                             | DS                                               |
| 19 czerwca      | Resident Evil 4: Wii Edition                           | Wii                                              |
| 19 czerwca      | Brothers in Arms DS                                    | DS                                               |
| 25 czerwca      | Harry Potter i Zakon Feniksa                           | Win, GBA, PS2, DS, PSP, PS3, Wii, X360           |
| 25 czerwca      | Pokémon Battle Revolution                              | Wii                                              |
| 25 czerwca      | The Darkness                                           | PS3, X360                                        |
| 26 czerwca      | Lost Planet: Extreme Condition                         | Win                                              |
| 26 czerwca      | Overlord                                               | Win, X360                                        |
| 26 czerwca      | Transformers: The Game                                 | DS, PS2, Win, PS3, PSP, X360, Wii                |
| 3 lipca         | Ninja Gaiden Sigma                                     | PS3                                              |
| 17 lipca        | NCAA Football 08                                       | X360, PS3, PS2, Xbox                             |
| 17 lipca        | Smash Court Tennis 3                                   | PSP                                              |
| 23 lipca        | Civilization IV: Beyond the Sword                      | Win                                              |
| 24 lipca        | Alien Syndrome                                         | PSP, Wii                                         |
| 30 lipca        | Mario Strikers Charged                                 | Wii                                              |
| 30 lipca        | Picross DS                                             | DS                                               |
| 7 sierpnia      | Mega Man Star Force                                    | DS                                               |
| 14 sierpnia     | Madden NFL 08                                          | X360, PS3, Wii, PS2, Xbox, GC, Win, DS, PSP, GBA |
| 14 sierpnia     | Heroes of Mana                                         | DS                                               |
| 14 sierpnia     | Luminous Arc                                           | DS                                               |
| 14 sierpnia     | Rune Factory: A Fantasy Harvest Moon                   | DS                                               |
| 14 sierpnia     | Persona 3                                              | PS2                                              |
| 15 sierpnia     | Sam & Max Season One                                   | Win                                              |
| 20 sierpnia     | Brain Age 2: More Training in Minutes a Day            | DS                                               |
| 21 sierpnia     | BioShock                                               | Win, X360                                        |
| 21 sierpnia     | Brunswick Pro Bowling                                  | Wii, PS2, PSP                                    |
| 27 sierpnia     | Metroid Prime 3: Corruption                            | Wii                                              |
| 28 sierpnia     | Blue Dragon                                            | X360                                             |
| 28 sierpnia     | Dead Head Fred                                         | PSP                                              |
| 28 sierpnia     | FIFA 08                                                | Win, PS2, PS3, PSP, Wii, Xbox 360, Nintendo DS   |
| 28 sierpnia     | Medieval II: Total War Kingdoms                        | Win                                              |
| 28 sierpnia     | Warhawk                                                | PS3                                              |
| 28 sierpnia     | Wild Arms 5                                            | PS2                                              |
| 31 sierpnia     | Guild Wars: Eye of the North                           | Win                                              |
| 4 września      | Dewy’s Adventure                                       | Wii                                              |
| 4 września      | Lair                                                   | PS3                                              |
| 4 września      | Medal of Honor: Airborne                               | Win, X360                                        |
| 7 września      | Stranglehold                                           | X360                                             |
| 10 września     | DK Jungle Climber                                      | DS                                               |
| 10 września     | Drawn to Life                                          | DS                                               |
| 11 września     | Jam Sessions                                           | DS                                               |
| 11 września     | NHL 08                                                 | PS3, X360, PS2, Win                              |
| 11 września     | Dirt                                                   | PS3                                              |
| 12 września     | Heavenly Sword                                         | PS3                                              |
| 13 września     | Skate                                                  | X360, PS3                                        |
| 17 września     | Eternal Sonata                                         | X360                                             |
| 18 września     | Sonic Rush Adventure                                   | DS                                               |
| 18 września     | World in Conflict                                      | Win                                              |
| 18 września     | MySims                                                 | Wii, DS                                          |
| 18 września     | Mercury Meltdown Revolution                            | Wii                                              |
| 18 września     | Warriors Orochi                                        | PS2                                              |
| 20 września     | Juiced 2: Hot Import Nights                            | DS, PS2, PS3, X360                               |
| 24 września     | Company of Heroes: Opposing Fronts                     | Win                                              |
| 25 września     | Anubis II                                              | Wii                                              |
| 25 września     | Halo 3                                                 | X360                                             |
| 25 września     | Dragon Blade: Wrath of Fire                            | Wii                                              |
| 25 września     | The Settlers: Rise of an Empire                        | Win                                              |
| 25 września     | Dance Dance Revolution: Hottest Party                  | Wii                                              |
| 25 września     | Spelling Challenges and More!                          | DS                                               |
| 26 września     | CSI: Hard Evidence                                     | X360, Win                                        |
| 1 października  | The Legend of Zelda: Phantom Hourglass                 | DS                                               |
| 2 października  | Chibi-Robo: Park Patrol                                | DS                                               |
| 2 października  | NBA Live 08                                            | PS3, Wii, X360, PS2, PSP, Win                    |
| 2 października  | Project Gotham Racing 4                                | X360                                             |
| 2 października  | Spider-Man: Friend or Foe                              | X360, Wii, PS2, DS, Win, PSP                     |
| 2 października  | Crash of the Titans                                    | Wii, PS2, X360, NDS                              |
| 2 października  | Enemy Territory: Quake Wars                            | Win                                              |
| 2 października  | Dave Mirra BMX Challenge                               | Wii                                              |
| 2 października  | Jackass: The Game                                      | PS2, PSP, DS                                     |
| 9 października  | Folklore                                               | PS3                                              |
| 9 października  | The Legend of Spyro: The Eternal Night                 | Wii, PS2, DS, GBA                                |
| 9 października  | Bleach: Shattered Blade                                | Wii                                              |
| 9 października  | Bleach: The Blade of Fate                              | DS                                               |
| 9 października  | Heroes of Might and Magic V: Tribes of the East        | Win                                              |
| 9 października  | Final Fantasy Tactics: The War of the Lions            | PSP                                              |
| 9 października  | Touch Detective 2 ½                                    | DS                                               |
| 9 października  | FIFA 08                                                | DS, Wii, PS2, X360, Win                          |
| 9 października  | Thrillville: Off the Rails                             | DS                                               |
| 9 października  | Star Wars Battlefront: Renegade Squadron               | PSP                                              |
| 10 października | The Orange Box                                         | X360, Win                                        |
| 15 października | Flash Focus: Vision Training in Minutes a Day          | DS                                               |
| 16 października | Tony Hawk’s Proving Ground                             | Wii, X360, PS3, DS, PS2                          |
| 16 października | Beautiful Katamari                                     | X360                                             |
| 16 października | Crash of the Titans                                    | PSP                                              |
| 16 października | Mercury Meltdown Revolution                            | Wii                                              |
| 16 października | Rockstar Games Presents Table Tennis                   | Wii                                              |
| 16 października | Thrillville: Off the Rails                             | Wii, X360, PS2, PSP, Win                         |
| 16 października | Victorious Boxers: Revolution                          | Wii                                              |
| 16 października | Fury                                                   | Win                                              |
| 16 października | Guilty Gear XX: Accent Core                            | Wii                                              |
| 16 października | Avatar: The Burning Earth                              | Wii                                              |
| 16 października | Disney Princess: Magical Jewels                        | DS                                               |
| 16 października | Zoo Tycoon 2: Extinct Animals                          | Win                                              |
| 17 października | Ultimate Duck Hunting                                  | Wii                                              |
| 18 października | The Legend of Spyro: The Eternal Night                 | Wii                                              |
| 22 października | The Sims 2: Wakacje                                    | Wii                                              |
| 23 października | Age of Empires III: The Asian Dynasties                | Win                                              |
| 23 października | Clive Barker's Jericho                                 | PS3, X360, Win, DS                               |
| 23 października | Worldwide Soccer Manager 2008                          | Win                                              |
| 23 października | Zack & Wiki: Quest for Barbaros’ Treasure              | Wii                                              |
| 23 października | Front Mission                                          | DS                                               |
| 23 października | Naruto: Clash of Ninja Revolution                      | Wii                                              |
| 23 października | Naruto: Path of the Ninja                              | DS                                               |
| 23 października | Phoenix Wright: Ace Attorney - Trials and Tribulations | DS                                               |
| 23 października | Ed, Edd n Eddy: Scam of the Century                    | DS                                               |
| 23 października | Ace Combat 6: Fires of Liberation                      | X360                                             |
| 23 października | Microsoft Flight Simulator X: Acceleration             | Win                                              |
| 23 października | Painkiller: Overdose                                   | Win                                              |
| 23 października | Mega Man ZX Advent                                     | DS                                               |
| 28 października | Guitar Hero III: Legends of Rock                       | PS2, PS3, X360, Wii, Mac, Win                    |
| 29 października | Battalion Wars 2                                       | Wii                                              |
| 29 października | Stranglehold                                           | PS3                                              |
| 30 października | Ratchet & Clank Future: Tools of Destruction           | PS3                                              |
| 30 października | Age of Conan: Hyborian Adventures                      | Win, X360                                        |
| 30 października | TimeShift                                              | X360, Win                                        |
| 30 października | Virtua Fighter 5                                       | X360                                             |
| 30 października | The Simpsons Game                                      | Wii, PS3, X360, DS, PS2                          |
| 30 października | Naruto: Rise of a Ninja                                | X360                                             |
| 30 października | Ben 10: Protector of Earth                             | Wii                                              |
| 31 października | Juiced 2: Hot Import Nights                            | Win                                              |
| 31 października | Hellgate: London                                       | Win                                              |
| 31 października | Manhunt 2                                              | PS2, PSP, Wii                                    |
| 31 października | Wiedźmin                                               | Win                                              |
| 2 listopada     | Tabula Rasa                                            | Win                                              |
| 5 listopada     | Call of Duty 4: Modern Warfare                         | DS, X360, PS3, Win                               |
| 5 listopada     | Fire Emblem: Radiant Dawn                              | Wii                                              |
| 6 listopada     | Mario & Sonic at the Olympic Games                     | DS, Wii                                          |
| 6 listopada     | Supreme Commander: Forged Alliance                     | Win                                              |
| 6 listopada     | Dragon Quest Monsters: Joker                           | DS                                               |
| 6 listopada     | Gears of War                                           | Win                                              |
| 6 listopada     | Empire Earth III                                       | Win                                              |
| 6 listopada     | Viva Pinata                                            | Win                                              |
| 6 listopada     | Cooking Mama 2: Dinner with Friends                    | DS                                               |
| 6 listopada     | Neo Geo Battle Coliseum                                | PS2                                              |
| 7 listopada     | Lego Star Wars: The Complete Saga                      | X360, PS3, Wii, DS.                              |
| 12 listopada    | Super Mario Galaxy                                     | Wii                                              |
| 12 listopada    | Cruis'n                                                | Wii                                              |
| 13 listopada    | Medal of Honor: Heroes 2                               | Wii                                              |
| 13 listopada    | Resident Evil: The Umbrella Chronicles                 | Wii                                              |
| 13 listopada    | Tomb Raider: Anniversary                               | Wii                                              |
| 13 listopada    | WWE SmackDown vs. Raw 2008                             | Wii, PS3, DS, X360                               |
| 13 listopada    | Need for Speed: ProStreet                              | DS, Wii                                          |
| 13 listopada    | Rayman: Szalone Kórliki 2                              | DS                                               |
| 13 listopada    | The King of Fighters XI                                | PS2                                              |
| 13 listopada    | Neo Geo Battle Coliseum                                | PS2                                              |
| 13 listopada    | Contra 4                                               | DS                                               |
| 13 listopada    | Sonic Rivals 2                                         | PSP                                              |
| 14 listopada    | Need for Speed: ProStreet                              | Win, X360, PS3, PS2, PSP                         |
| 14 listopada    | Kane & Lynch: Dead Men                                 | PS3, Win, X360                                   |
| 15 listopada    | Crysis                                                 | Win                                              |
| 16 listopada    | Code Lyoko: Quest for Infinity                         | Wii                                              |
| 16 listopada    | SimCity Społeczności                                   | Win                                              |
| 16 listopada    | Hannah Montana: Spotlight World Tour                   | Wii                                              |
| 16 listopada    | Assassin’s Creed                                       | PS3, X360                                        |
| 19 listopada    | Link's Crossbow Training                               | Wii                                              |
| 19 listopada    | Uncharted: Fortuna Drake’a                             | PS3                                              |
| 19 listopada    | Unreal Tournament 3                                    | Win                                              |
| 20 listopada    | Mass Effect                                            | X360                                             |
| 20 listopada    | Phantasy Star Universe: Ambition of the Illuminus      | PS2                                              |
| 20 listopada    | Final Fantasy XII: Revenant Wings                      | DS                                               |
| 20 listopada    | Ghost Squad                                            | Wii                                              |
| 20 listopada    | Rock Band                                              | PS3, X360                                        |
| 20 listopada    | Soulcalibur Legends                                    | Wii                                              |
| 20 listopada    | Time Crisis 4                                          | PS3                                              |
| 20 listopada    | CSI: Dark Motives                                      | DS                                               |
| 26 listopada    | Master of Illusion                                     | DS                                               |
| 26 listopada    | Tekken 6                                               | ARC                                              |
| 27 listopada    | CSI: Hard Evidence                                     | Wii                                              |
| 27 listopada    | Cruis'n                                                | Wii                                              |
| 3 grudnia       | Dragon Ball Z: Budokai Tenkaichi 3                     | Wii                                              |
| 4 grudnia       | The Golden Compass                                     | Wii, X360, PS3, DS, PS2                          |
| 5 grudnia       | Godzilla: Unleashed                                    | Wii                                              |
| 12 grudnia      | Universe at War: Earth Assault                         | Win                                              |
| 18 grudnia      | Nights: Journey of Dreams                              | Wii                                              |
| 22 grudnia      | Urban Terror 4.1                                       | Win                                              |
| 10 grudnia      | Panfu                                                  | Przeglądarka internetowa                         |
| 21 grudnia      | WolfQuest                                              | Android, iOS, Mac OS, Windows                    |

## Trendy

### Sprzedaż gier w Ameryce Północnej
Dziesięć najlepiej sprzedawanych gier komputerowych: 
| Lp. | Tytuł                                  |
| --- | -------------------------------------- |
| 1   | World of Warcraft: The Burning Crusade |
| 2   | The Sims 2: Cztery pory roku           |
| 3   | Command & Conquer 3: Wojny o Tyberium  |
| 4   | The Sims 2: Podróże                    |
| 5   | Supreme Commander                      |
| 6   | The Lord of the Rings Online           |
| 7   | The Orange Box                         |
| 8   | Call of Duty 4: Modern Warfare         |
| 9   | BioShock                               |
| 10  | The Sims 2: Moda z H&M                 |

Dziesięć najlepiej sprzedawanych gier na platformę PS2: 
| Lp. | Tytuł                               |
| --- | ----------------------------------- |
| 1   | Madden NFL 08                       |
| 2   | God of War II                       |
| 3   | Guitar Hero III: Legends of Rock    |
| 4   | Guitar Hero Encore: Rocks the 80's  |
| 5   | MLB '07: The Show                   |
| 6   | Spider-Man 3                        |
| 7   | NCAA Football 08                    |
| 8   | Transformers: The Game              |
| 9   | Grand Theft Auto: Vice City Stories |
| 10  | Naruto: Ultimate Ninja 2            |

Dziesięć najlepiej sprzedawanych gier na platformę PS3: 
| Lp. | Tytuł                            |
| --- | -------------------------------- |
| 1   | Madden NFL 08                    |
| 2   | Call of Duty 4: Modern Warfare   |
| 3   | Assassin’s Creed                 |
| 4   | MotorStorm                       |
| 5   | Guitar Hero III: Legends of Rock |
| 6   | Tom Clancy’s Rainbow Six: Vegas  |
| 7   | NCAA Football 08                 |
| 8   | Heavenly Sword                   |
| 9   | Ninja Gaiden Sigma               |
| 10  | The Elder Scrolls IV: Oblivion   |

Dziesięć najlepiej sprzedawanych gier na platformę PSP: 
| Lp. | Tytuł                                       |
| --- | ------------------------------------------- |
| 1   | MLB '07: The Show                           |
| 2   | Madden NFL 08                               |
| 3   | Ratchet & Clank: Size Matters               |
| 4   | Transformers: The Game                      |
| 5   | Final Fantasy Tactics: The War of the Lions |
| 6   | 300: March to Glory                         |
| 7   | Call of Duty: Roads to Victory              |
| 8   | Major League Baseball 2K7                   |
| 9   | Tom Clancy’s Rainbow Six: Vegas             |
| 10  | Ghost Rider                                 |

Dziesięć najlepiej sprzedawanych gier na platformę Xbox 360: 
| Lp. | Tytuł                             |
| --- | --------------------------------- |
| 1   | Halo 3                            |
| 2   | Call of Duty 4                    |
| 3   | Guitar Hero II                    |
| 4   | Madden NFL 08                     |
| 5   | Assassin’s Creed                  |
| 6   | BioShock                          |
| 7   | Crackdown                         |
| 8   | Guitar Hero III                   |
| 9   | Ghost Recon Advanced Warfighter 2 |
| 10  | Lost Planet: Extreme Condition    |

Dziesięć najlepiej sprzedawanych gier na platformę Wii: [zarchiwizowano z tego adresu (2012-07-11)]
| Lp. | Tytuł                            |
| --- | -------------------------------- |
| 1   | Wii Play W/Remote                |
| 2   | Mario Party 8                    |
| 3   | Super Mario Galaxy               |
| 4   | Super Paper Mario                |
| 5   | Guitar Hero III: Legends of Rock |
| 6   | Wario Ware: Smooth Moves         |
| 7   | Metroid Prime 3: Corruption      |
| 8   | Resident Evil 4: Wii Edition     |
| 9   | Mario Strikers: Charged          |
| 10  | Pokemon Battle Revolution        |

Dziesięć najlepiej sprzedawanych gier na platformę DS: 
| Lp. | Tytuł                                       |
| --- | ------------------------------------------- |
| 1   | Pokemon Diamond                             |
| 2   | Pokemon Pearl                               |
| 3   | Legend of Zelda: Phantom Hourglass          |
| 4   | Diddy Kong Racing                           |
| 5   | Brain Age 2: More Training in Minutes a Day |
| 6   | Spectrobes                                  |
| 7   | High School Musical: Making the Cut         |
| 8   | MySims                                      |
| 9   | Paws and Claws Pet Vet                      |
| 10  | Mario Party DS                              |